# Pica, Chile
Pica là một thị trấn và xã của Chile ở tỉnh Tamarugal, Vùng Tarapacá. Nằm trong vùng đất liền của sa mạc Atacama trên một ốc đảo, Pica nổi tiếng với giống chanh nhỏ và có tính axit bất thường. Thị trấn có một con suối cộng đồng với nhiệt độ bề mặt 40 °C, khiến nơi đây trở thành một địa điểm tắm phổ biến giữa sa mạc. Thị trấn có khách sạn và tất cả dịch vụ cơ bản.